# Batalla de Maling
La batalla de Maling en la actualidad Ciudad de Dazhangjia, Condado de Shen, provincia de Henan, en el 342 a. C. durante el período de los Reinos Combatientes (476 a. C.-221 a. C.). Los combatientes fueron el Estado de Qi, que luchó en nombre del Estado de Han, y el Estado de Wei. Esta batalla está bien registrado en los libros de historia y es famosa por las tácticas de Sun Bin, llamada táctica de las "antorchas desaparecidas", en el que se llevó de un lado a subestimar al otro, creando una ilusión de soldados huyendo del ejército.
En 342 a. C., el reino de Wei atacó el estado de Han, y este último le pidió ayuda a su aliado, Qi. Sun Bin aconsejó Rey Wei de Qi proporcionar ayuda militar a Han, pero solo enviar a las tropas cuando el ejército de Wei se había agotado después de prolongada lucha con el fin de preservar sus propias fuerzas mientras que se Han también se debilitada.
Los líderes de Han creyeron que la ayuda vendría inmediatamente y por lo tanto no guardaron sus reservas, al paso de un año de lucha ya no tenía fuerzas para resistir y tuvo que pedir de nuevo ayuda a Qi, quedando además a merced de su aliado. Pero Sun Bin en lugar de ayudar directamente a Han prefirió atacar directamente la capital de Wei, Daliang. 

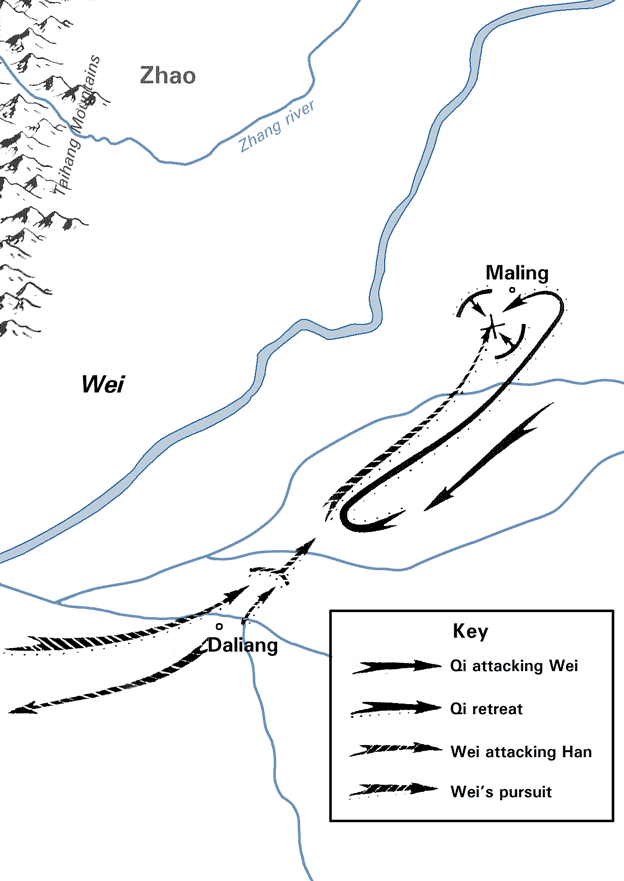
Batalla de Maling.

Cuando el Rey Hui de Wei se enteró del ataque, que tuvo que pedir a su general Pang Juan retirarse con el fin de defenderse contra el ejército enemigo que se acercaba. Pang Juan se indignó con la noticia, porque estaba a solo unos días de tomar la capital de Han. Rey Hui de Wei nombrado al príncipe de Shen de Wei como Comandante en Jefe y Pang Juan como comandante, y ordenó que un ejército de 100.000 hombres a movilizarse en contra de Qi.
Durante la batalla Pang Juan ordenó a sus tropas ir por los caminos secundarios y evitar una posible emboscada en el camino principal. Pang Juan también ordenó marchar deprisa a la capital, antes de que las fuerzas de Qi pudieran establecer posiciones para una emboscada. En lugar de correr y tratar de emboscar a las tropas de Wei que tenían una alta moral, Sun Bin decidió dejar que una gran mayoría de sus tropasse  retiraran de forma muy lenta y preparar una emboscada. Sun Bin con una fuerza más pequeña marchó a hacer frente a Pang Juan. Cuando ambas fuerzas se encontraron Sun Bin rápidamente retrocedió.
Con el fin de engañar a sus enemigos, el comandante de Qi ordenó el primer día prender antorchas suficientes para 100.000 personas, al segundo para solo 50.000 y el tercero para solo 20.000. Pang Juan creyó que los soldados de Qi estaban desertando y prefirió ocupar solo a su caballería para perseguirlo. Sun Bin ordenó abandonar su artillería pesada, dando la impresión de estar desesperado. Finalmente las tropas de Wei entraron en una zona boscosa donde fueron emboscados de noche y masacrados. Las fuentes discrepan, algunas aseguran que Pang Juan se suicidó mientras que otras cuentan que murió por las flechas enemigas. El príncipe Shen en tanto fue capturado. 
El Estado de Wei quedó muy debilitado tras la derrota y Sun Bin no quedó muy feliz por su éxito ya que había sido compañero de Pang Juan en sus estudios militares y lamentó su muerte.